# Bandidus umbronotus
Bandidus umbronotus is een insect uit de familie van de mierenleeuwen (Myrmeleontidae), die tot de orde netvleugeligen (Neuroptera) behoort. 
Bandidus umbronotus is voor het eerst wetenschappelijk beschreven door New in 1985.